# HD85103
HD85103 — хімічно пекулярна зоря спектрального класу A2, що має видиму зоряну величину в смузі V приблизно  7,6.
Вона  розташована на відстані близько 454,9 світлових років від Сонця.